# Escaryus chadaevae
Escaryus chadaevae är en mångfotingart som beskrevs av Titova 1972. Escaryus chadaevae ingår i släktet Escaryus och familjen småjordkrypare. Inga underarter finns listade i Catalogue of Life.